# サムットプラーカーン・シティFC
サムットプラーカーン・シティFC (สโมสรฟุตบอลสมุทรปราการ ซิตี้, Samut Prakan City Football Club) は、タイ王国、サムットプラーカーン県バーンプリー郡をホームタウンとするプロサッカークラブ。

## 概要
2018年末にパタヤ・ユナイテッドFCのオーナーがクラブをサムットプラーカーン県に移転して改名することで創設されたクラブである。最初のシーズンとなる2019年はタイ・リーグ1に参戦。6月にテクニカルダイレクターを務めていた村山哲也が監督に就任し、リーグ6位で1年目のシーズンを終えた。
2020年から元鹿島アントラーズ監督の石井正忠が監督に就任。2シーズン目となる2020-21シーズンもリーグ6位の成績を収めた。
2021年5月10日には、FC墨田ウランバートル（現：FC墨田ジェプロ）や、ラオ・トヨタFCの監督を務めた福田潤がアカデミーダイレクターに就任。

## 現所属メンバー
2020年2月10日現在
注：選手の国籍表記はFIFAの定めた代表資格ルールに基づく。
| No. | Pos. |          | 選手名                                 |
| --- | ---- | -------- | -------------------------------------- |
| 1   | GK   | タイ王国 | パティワット・カムマイ                 |
| 3   | DF   | タイ王国 | キットポム・ブンサン                   |
| 4   | DF   | タイ王国 | スパナン・ブリーラット                 |
| 5   | DF   | タイ王国 | サラーウット・カンラヤーナバンディット |
| 6   | MF   | タイ王国 | ノッポン・ポンカーム                   |
| 7   | DF   | タイ王国 | ジャッカパン・プライスワン (副主将)    |
| 8   | MF   | タイ王国 | ピーラドン・チャムラツァミー ()        |
| 9   | FW   | タイ王国 | チャヤワット・シーナーウォン           |
| 10  | FW   | ブラジル | ペドロ・ジュニオール ★                 |
| 11  | MF   | タイ王国 | ジャルンサック・ウォンコーン           |
| 17  | DF   | タイ王国 | Krailas Panyaroj                       |

| No. | Pos. |            | 選手名                     |
| --- | ---- | ---------- | -------------------------- |
| 18  | GK   | タイ王国   | スパワット・ヨーカクン     |
| 19  | MF   | タイ王国   | ティーラポン・ヨユーイ     |
| 20  | GK   | タイ王国   | Anurak Chompoopruk         |
| 21  | FW   | タイ王国   | Matee Sarakum              |
| 22  | FW   | タイ王国   | Phumin Kaewta              |
| 25  | GK   | タイ王国   | Adisak Boonthawi           |
| 27  | DF   | スロベニア | アリス・ザリフォヴィッチ ★ |
| 34  | FW   | タイ王国   | Attapon Kannoo             |
| 37  | MF   | タイ王国   | ピチャー・ウタラ―          |
| 49  | MF   | タイ王国   | Jiraaut Wingwon            |
| 97  | DF   | タイ王国   | ナッタポン・マーラーパン   |

※星印は外国人選手を示す。
監督
- 石井正忠

### ローン移籍
in
注：選手の国籍表記はFIFAの定めた代表資格ルールに基づく。
| No. | Pos. |          | 選手名                                                  |
| --- | ---- | -------- | ------------------------------------------------------- |
| 97  | DF   | タイ王国 | ナッタポン・マーラーパン （ブリーラム・ユナイテッドFC） |

| No. | Pos. |  | 選手名 |
| --- | ---- |  | ------ |

## 歴代所属選手
- カルロン 2018-2019（パタヤ・ユナイテッド時代から）
- キム・テヨン 2017-2019（パタヤ・ユナイテッド時代から）
- ペドロ・ジュニオール 2020
- 坂井達弥 2020-2021
- 小野悠斗 2020-2022
- 下地奨 2022-2024

## 歴代監督
- 村山哲也 2019
- 石井正忠 2019-2021
- 吉田靖 2021-2022